# Walter Kutschera
Walter Kutschera (Viena, 1939) é um físico austríaco.

## Obras
- Tracing Noble Gas Radionuclides in the Environment
- A homage to ECAART-9 and Florence
- AMS and Climate Change